# Brahim Mezouar
Brahim Arafat Mezouar (Hammam Bou Hadjar, 18 dicembre 1973) è un allenatore di calcio ed ex calciatore algerino, di ruolo centrocampista.

## Carriera

### Giocatore

#### Club
Dopo aver militato nell'Hammam Bouhadjar, nel 1995 è passato al CR Témouchent. Nel 1997 si è trasferito al MC Oran. Nel 1999 ha firmato un contratto con il CR Belouizdad. Nel 2003 viene acquistato dal Dubai Club. Nel gennaio 2005 passa in prestito allo JS Kabylie. Tornato al CR Belouizdad, nel gennaio 2006 viene ceduto in prestito al MC Oran, che lo tessera a titolo definitivo nell'estate 2006. Nel gennaio 2007 si trasferisce, nuovamente con la formula del prestito, al Dubai Club. Nell'estate 2007 torna al CR Belouizdad. Conclude la propria carriera nel 2010, dopo aver militato per due stagioni al MC Oran.

#### Nazionale
Ha debuttato in Nazionale il 22 gennaio 1999, in Algeria-Tunisia (0-1), subentrando a Khaled Lounici al minuto 69. Ha partecipato, con la Nazionale, alla Coppa d'Africa 2000. È sceso in campo, inoltre, nelle qualificazioni al mondiale 2002 e nelle qualificazioni alla Coppa d'Africa 2000, 2002 e 2008. Ha collezionato in totale, con la maglia della Nazionale, 15 presenze.

### Allenatore
Nell'estate 2012 ha firmato un contratto con l'US Hammam Bou-Hadjar. Nel gennaio 2013 entra nello staff tecnico del CR Témouchent, mantenendo l'incarico fino al termine della stagione.

## Statistiche

### Cronologia presenze e reti in nazionale
| Cronologia completa delle presenze e delle reti in nazionale ― Algeria | Cronologia completa delle presenze e delle reti in nazionale ― Algeria | Cronologia completa delle presenze e delle reti in nazionale ― Algeria | Cronologia completa delle presenze e delle reti in nazionale ― Algeria | Cronologia completa delle presenze e delle reti in nazionale ― Algeria | Cronologia completa delle presenze e delle reti in nazionale ― Algeria | Cronologia completa delle presenze e delle reti in nazionale ― Algeria | Cronologia completa delle presenze e delle reti in nazionale ― Algeria |
| Data                                                                   | Città                                                                  | In casa                                                                | Risultato                                                              | Ospiti                                                                 | Competizione                                                           | Reti                                                                   | Note                                                                   |
| ---------------------------------------------------------------------- | ---------------------------------------------------------------------- | ---------------------------------------------------------------------- | ---------------------------------------------------------------------- | ---------------------------------------------------------------------- | ---------------------------------------------------------------------- | ---------------------------------------------------------------------- | ---------------------------------------------------------------------- |
| 22-1-1999                                                              | Algeri                                                                 | Algeria                                                                | 0 – 1                                                                  | Tunisia                                                                | Qual. Coppa d'Africa 2000                                              | -                                                                      | 69’                                                                    |
| 20-1-2000                                                              | Cotonou                                                                | Burkina Faso                                                           | 1 – 0                                                                  | Algeria                                                                | Amichevole                                                             | -                                                                      |                                                                        |
| 24-1-2000                                                              | Kumasi                                                                 | RD del Congo                                                           | 0 – 0                                                                  | Algeria                                                                | Coppa d'Africa 2000 - Gironi                                           | -                                                                      | 63’                                                                    |
| 29-1-2000                                                              | Kumasi                                                                 | Gabon                                                                  | 1 – 3                                                                  | Algeria                                                                | Coppa d'Africa 2000 - Gironi                                           | -                                                                      | 66’                                                                    |
| 6-2-2000                                                               | Accra                                                                  | Camerun                                                                | 2 – 1                                                                  | Algeria                                                                | Coppa d'Africa 2000 - Quarti di finale                                 | -                                                                      | 86’                                                                    |
| 9-4-2000                                                               | Mindelo                                                                | Capo Verde                                                             | 0 – 0                                                                  | Algeria                                                                | Qual. Mondiali 2002                                                    | -                                                                      |                                                                        |
| 21-4-2000                                                              | Annaba                                                                 | Algeria                                                                | 2 – 0                                                                  | Capo Verde                                                             | Qual. Mondiali 2002                                                    | -                                                                      | 64’                                                                    |
| 26-5-2000                                                              | Algeri                                                                 | Algeria                                                                | 2 – 0                                                                  | Burkina Faso                                                           | Amichevole                                                             | -                                                                      | 64’                                                                    |
| 3-6-2000                                                               | Annaba                                                                 | Algeria                                                                | 4 – 0                                                                  | Guinea                                                                 | Amichevole                                                             | -                                                                      | 78’                                                                    |
| 16-6-2000                                                              | Annaba                                                                 | Algeria                                                                | 1 – 1                                                                  | Senegal                                                                | Qual. Mondiali 2002                                                    | -                                                                      | 66’                                                                    |
| 17-6-2001                                                              | Ouagadougou                                                            | Burkina Faso                                                           | 1 – 0                                                                  | Algeria                                                                | Qual. Coppa d'Africa 2002                                              | -                                                                      |                                                                        |
| 4-6-2006                                                               | Algeri                                                                 | Algeria                                                                | 1 – 0                                                                  | Sudan                                                                  | Amichevole                                                             | -                                                                      |                                                                        |
| 15-8-2006                                                              | Aix-en-Provence                                                        | Algeria                                                                | 0 – 2                                                                  | Gabon                                                                  | Amichevole                                                             | -                                                                      | 46’                                                                    |
| 3-9-2006                                                               | Conakry                                                                | Guinea                                                                 | 0 – 0                                                                  | Algeria                                                                | Qual. Coppa d'Africa 2008                                              | -                                                                      | 75’                                                                    |
| 7-10-2006                                                              | Algeri                                                                 | Algeria                                                                | 1 – 0                                                                  | Gambia                                                                 | Qual. Coppa d'Africa 2008                                              | -                                                                      | 87’                                                                    |
| Totale                                                                 |                                                                        | Presenze                                                               | 15                                                                     |                                                                        | Reti                                                                   | 0                                                                      |                                                                        |

## Palmarès

### Giocatore

#### Club

##### Competizioni nazionali
- Campionato algerino di calcio: 2

CR Belouizdad: 1999-2000, 2000-2001
- Coppa di Lega algerina: 1

CR Belouizdad: 2000